# Rouvres (Calvados)
Rouvres ist eine französische Gemeinde mit 222 Einwohnern (Stand: 1. Januar 2022) im Département Calvados in der Region Normandie. Sie gehört zum Arrondissement Caen und zum Kanton Falaise.

## Geografie
Rouvres liegt rund 13 km nördlich von Falaise und 27 km südöstlich von Caen. Umgeben wird die Gemeinde von Maizières in nördlicher und östlicher Richtung, Sassy im Südosten, Olendon im Süden, Ouilly-le-Tesson im Südwesten, Estrées-la-Campagne im Westen sowie Soignolles im Nordwesten. Der Laizon durchfließt das Gebiet von Rouvres zentral.

## Bevölkerungsentwicklung
| Jahr                             | 1793 | 1836 | 1876 | 1926 | 1946 | 1968 | 1990 | 2016 |
| Einwohner                        | 318  | 312  | 281  | 168  | 126  | 215  | 179  | 216  |
| Quelle: Cassini, EHESS und INSEE |      |      |      |      |      |      |      |      |

## Sehenswürdigkeiten
- Kirche Notre-Dame aus dem 13./14. Jahrhundert, seit 1879 Monument historique[3]
- Herrenhaus von 1643, seit 1933 Monument historique[4]
- Häuser und Bauernhöfe aus dem 18./19. Jahrhundert sind als Kulturgut ausgewiesen[5]